# Tabanus excelsus
Tabanus excelsus är en tvåvingeart som beskrevs av Ricardo 1913. Tabanus excelsus ingår i släktet Tabanus och familjen bromsar. Inga underarter finns listade i Catalogue of Life.